# 張得功
張得功（？—？），中國清朝武官官員，本籍江西。行伍出身的張得功於1707年（康熙46年）奉旨接替張應金，於台灣地區擔任台灣水師協副將。而隸屬台灣鎮之下的此官職是台灣清治時期中的這階段，全台灣的海防軍事層級最高武將，其統帥三營兵力，約數千名水師兵勇。
| 前任： 張應金 | 台灣水師協副將 1707年上任 | 繼任： 張國 |